# Mittelrheinpokal 2014/15
Der Mittelrheinpokal 2014/15 war die 23. Austragung im Fußball-Mittelrheinpokal der Männer, der vom Fußball-Verband Mittelrhein veranstaltet wurde. Der Wettbewerb wurde nach einem Sponsor Bitburger-Pokal genannt. Der Sieger qualifizierte sich für die erste Hauptrunde des DFB-Pokal 2015/16. Im Finale gewann der FC Viktoria Köln mit 4:1 gegen den Bonner SC.

## Modus
Der Mittelrheinpokal wird im K.-o.-System ausgetragen. In jeder Runde gibt es ein Spiel. Wenn ein Spiel nach 90 Minuten unentschieden steht, wird das Spiel um zweimal 15 Minuten verlängert. Sollte danach immer noch keine Entscheidung gefallen sein, folgt ein Elfmeterschießen. Das Finale wird seit 2012 im Sportpark Nord in Bonn ausgetragen.

## Teilnehmende Mannschaften
Für den Mittelrheinpokal 2014/15 qualifizierten sich automatisch die Vereine aus dem Verbandsgebiet, die in der 3. Liga und der Regionalliga West 2014/15 spielten. Dazu kamen die drei erstplatzierten Mannschaften aus den Kreispokalwettbewerben der Kreise Köln, Bonn, Sieg, Berg, Rhein-Erft, Aachen, Düren, Heinsberg und die Finalteilnehmer aus Euskirchen.
Am Mittelrheinpokal 2014/15 nahmen folgende Mannschaften teil:
- 3. Liga
  - SC Fortuna Köln
- Regionalliga
  - Alemannia Aachen, FC Hennef 05, FC Viktoria Köln (Titelverteidiger)
- Kreis Köln
  - SC Borussia Lindenthal-Hohenlind (BL), SG Köln-Worringen (LL), SV Schlebusch (BL)
- Kreis Bonn
  - Bonner SC (ML), Oberkasseler FV (BL), SSV Merten (LL)
- Kreis Sieg
  - FV Bad Honnef (LL), Siegburger SV 04 (BL), TuS 05 Oberpleis (LL)
- Kreis Berg
  - Heiligenhauser SV (BL), TV Herkenrath (LL), VfR Wipperfürth 1914 (BL)
- Kreis Euskirchen
  - Kaller SC (BL), SC Germania Erftstadt-Lechenich (LL), SV SW Nierfeld (LL), TSC Euskirchen (ML)
- Kreis Rhein-Erft
  - FC Bergheim 2000 (ML), FC Hürth (ML), SpVg Frechen 20 (LL)
- Kreis Aachen
  - FC Inde Hahn (BL), Kohlscheider BC (LL), SV Rott (LL)
- Kreis Düren
  - Borussia Freialdenhoven (ML), Germania Lich-Steinstraß (LL), Viktoria Arnoldsweiler (ML)
- Kreis Heinsberg
  - 1.FC Heinsberg-Lieck (KLA), FC Wegberg-Beeck (ML), Union Würm-Lindern (KLA)

## 1. Runde
Die Partien wurden vom 11. Oktober bis zum 29. Oktober 2014 ausgetragen.
| Datum             |                                       | Ergebnis |                                      |
| ----------------- | ------------------------------------- | -------- | ------------------------------------ |
| 11.10.2014, 14:00 | FC Inde Hahn (BL)                     | 0:2      | SC Fortuna Köln (3L)                 |
| 11.10.2014, 14:00 | FC Wegberg-Beeck (ML)                 | 0:1      | Alemannia Aachen (RL)                |
| 11.10.2014, 15:00 | SG Köln-Worringen (LL)                | 3:7      | FC Viktoria Köln (RL)                |
| 11.10.2014, 16:45 | Union Würm-Lindern (KLA)              | 2:1      | SV SW Nierfeld (LL)                  |
| 12.10.2014, 15:00 | TSC Euskirchen (ML)                   | 4:2      | FC Bergheim 2000 (ML)                |
| 12.10.2014, 15:00 | Borussia Freialdenhoven (ML)          | 3:1      | Kaller SC (BL)                       |
| 12.10.2014, 15:00 | Germania Lich-Steinstraß (LL)         | 1:3      | SV Rott (LL)                         |
| 12.10.2014, 15:00 | Kohlscheider BC (LL)                  | 2:6      | Viktoria Arnoldsweiler (ML)          |
| 12.10.2014, 15:00 | 1.FC Heinsberg-Lieck (KLA)            | 4:1      | SC Germania Erftstadt-Lechenich (LL) |
| 12.10.2014, 15:00 | Siegburger SV 04 (BL)                 | 3:1      | FV Bad Honnef (LL)                   |
| 12.10.2014, 15:00 | Bonner SC (ML)                        | 4:1 n. V | SSV Merten (LL)                      |
| 12.10.2014, 15:00 | FC Hürth (ML)                         | 3:1 n. V | SpVg Frechen 20 (LL)                 |
| 12.10.2014, 15:00 | Heiligenhauser SV (BL)                | 2:3      | VfR Wipperfürth 1914 (BL)            |
| 12.10.2014, 15:00 | Oberkasseler FV (BL)                  | 1:2      | TuS 05 Oberpleis (LL)                |
| 12.10.2014, 15:30 | SC Borussia Lindenthal-Hohenlind (BL) | 2:3      | SV Schlebusch (BL)                   |
| 29.10.2014, 19:30 | TV Herkenrath (LL)                    | 0:1      | FC Hennef 05 (RL)                    |

## 2. Runde
Die Partien wurden vom 15. bis 22. November 2014 ausgetragen.
| Datum             |                          | Ergebnis |                              |
| ----------------- | ------------------------ | -------- | ---------------------------- |
| 15.11.2014, 15:00 | TSC Euskirchen (ML)      | 0:3      | SC Fortuna Köln (3L)         |
| 21.11.2014, 20:00 | Alemannia Aachen (RL)    | 2:1      | FC Hennef 05 (RL)            |
| 22.11.2014, 14:00 | Union Würm-Lindern (KLA) | 3:1 n. V | VfR Wipperfürth 1914 (BL)    |
| 22.11.2014, 14:00 | SV Schlebusch (BL)       | 2:0      | Viktoria Arnoldsweiler (ML)  |
| 22.11.2014, 14:00 | Bonner SC (ML)           | 6:0      | 1.FC Heinsberg-Lieck (KLA)   |
| 22.11.2014, 14:00 | Siegburger SV 04 (BL)    | 5:2      | FC Hürth (ML)                |
| 22.11.2014, 14:00 | SV Rott (LL)             | 0:7      | FC Viktoria Köln (RL)        |
| 22.11.2014, 15:00 | TuS 05 Oberpleis (LL)    | 0:7      | Borussia Freialdenhoven (ML) |

## Viertelfinale
Die Partien wurden vom 1. bis zum 25. März 2015 ausgetragen.
| Datum             |                          | Ergebnis              |                              |
| ----------------- | ------------------------ | --------------------- | ---------------------------- |
| 01.03.2015, 15:00 | Siegburger SV 04 (BL)    | 0:0 n. V. (2:4 i. E.) | Bonner SC (ML)               |
| 04.03.2015, 18:30 | Union Würm-Lindern (KLA) | 0:6                   | SC Fortuna Köln (3L)         |
| 04.03.2015, 19:00 | SV Schlebusch (BL)       | 0:1                   | FC Viktoria Köln (RL)        |
| 25.03.2015, 19:30 | Alemannia Aachen (RL)    | 3:0                   | Borussia Freialdenhoven (ML) |

## Halbfinale
Die Partien wurden am 4. und am 7. April 2015 ausgetragen.
| Datum             |                      | Ergebnis |                       |
| ----------------- | -------------------- | -------- | --------------------- |
| 04.04.2015, 14:00 | Bonner SC (ML)       | 2:1      | Alemannia Aachen (RL) |
| 07.05.2015, 19:30 | SC Fortuna Köln (3L) | 0:2      | FC Viktoria Köln (RL) |

## Finale
| FC Viktoria Köln                                   | FC Viktoria Köln | Bonner SC | Bonner SC |
| -------------------------------------------------- | --- | --- | --------- |
| FC Viktoria Köln                                   | \| 14. Mai 2015 um 14:00 Uhr in Bonn (Sportpark Nord) \| \| Ergebnis: 4:1 (2:1) \| \| Zuschauer: 6193 \| \| Schiedsrichter: Benjamin Bläser (Niederzier) \| \| Spielbericht \| | \| 14. Mai 2015 um 14:00 Uhr in Bonn (Sportpark Nord) \| \| Ergebnis: 4:1 (2:1) \| \| Zuschauer: 6193 \| \| Schiedsrichter: Benjamin Bläser (Niederzier) \| \| Spielbericht \|                                                                                        | Bonner SC |
| FC Viktoria Köln                                   | Nico Pellatz – Andreas Schäfer – Daniel Reiche – Claus Costa – Patrick Koronkiewicz – Timo Staffeldt – Mike Wunderlich – Timo Röttger – Silvio Pagano (74. Marcus Steegmann) – Jules Schwadorf (59. Lukas Nottbeck) – Tim Väyrynen (86. Markus Brzenska) Cheftrainer: Tomasz Kaczmarek | Martin Michel – Markus Wipperfürth – Mario Weber – Andreas Dick – Assimiou Touré (76. Yannick Walbröl) – Andreas Akbari – Bastian Wernscheid – Daniel-Danso Somuah – Dominik Schröer (61. Robin Schmidt) – Lucas Musculus – Rachid Eckert Cheftrainer: Daniel Zillken | Bonner SC |
| FC Viktoria Köln                                   | 1:0 Staffeldt (8.) 2:1 Väyrynen (23.) 3:1 Pagano (72.) 4:1 Schäfer (90.+3') | 1:1 Eckert (19.) | Bonner SC |
| FC Viktoria Köln                                   | Nottbeck (90.+2') | Musculus (52.) | Bonner SC |
| 14. Mai 2015 um 14:00 Uhr in Bonn (Sportpark Nord) | | |           |
| Ergebnis: 4:1 (2:1)                                | | |           |
| Zuschauer: 6193                                    | | |           |
| Schiedsrichter: Benjamin Bläser (Niederzier)       | | |           |
| Spielbericht                                       | | |           |